# Pat Bouchard
Pat Bouchard, właśc. Patrick Bouchard (ur. 24 kwietnia 1973 w Charlesbourgu) – kanadyjski łyżwiarz szybki, dwukrotny medalista mistrzostw świata.

## Kariera
Największy sukces w karierze osiągnął 20 marca 1998 roku w Milwaukee, kiedy zajął drugie miejsce na 500 m w zawodach Pucharu Świata. W klasyfikacji końcowej najlepiej wypadł w sezonie 1999/2000, kiedy zajął ósme miejsce. Nigdy nie zdobył medalu mistrzostw świata, jego najlepszym wynikiem było ósme miejsce wywalczone podczas sprinterskich mistrzostw świata w Berlinie w 1998 roku. Był też dziewiąty w biegu na 500 m podczas dystansowych mistrzostw świata w Warszawie w 1997 roku i rozgrywanych trzy lata później mistrzostw świata na dystansach w Nagano. W 1994 roku wziął udział w igrzyskach olimpijskich w Lillehammer, zajmując 38. miejsce na 1500 m. Na rozgrywanych cztery lata później igrzyskach w Nagano był piąty na 500 m. Brał również udział w igrzyskach olimpijskich w Salt Lake City w 2002 roku, zajmując 20. miejsce na 500 m i 19. miejsce na dwukrotnie dłuższym dystansie.
Jego brat, Sylvain Bouchard, również był panczenistą.